# 1999-es magyar úszóbajnokság
Az 1999-es magyar úszóbajnokságot – amely a 101. magyar bajnokság volt – júniusban rendezték meg Budapesten, a Komjádi Béla Sportuszodában

## Eredmények

### Férfiak
| Versenyszám                              | Arany                                                                   | Arany    | Ezüst                                                                      | Ezüst    | Bronz                                                                      | Bronz    |
| ---------------------------------------- | ----------------------------------------------------------------------- | -------- | -------------------------------------------------------------------------- | -------- | -------------------------------------------------------------------------- | -------- |
| 50 m gyorsúszás Döntő: június 27.        | Zubor Attila Sport + SE                                                 | 23,53    | Gáspár Zsolt Ferencvárosi TC                                               | 24,04    | Flaskay Mihály Parafa UK                                                   | 24,28    |
| 100 m gyorsúszás Döntő: június 23.       | Zubor Attila Sport + SE                                                 | 51,17    | Gáspár Zsolt Ferencvárosi TC                                               | 51,69    | Szabados Béla Ferencvárosi TC                                              | 52,31    |
| 200 m gyorsúszás Döntő: június 25.       | Szabados Béla Ferencvárosi TC                                           | 1:52,66  | Szilágyi Zoltán Ferencvárosi TC                                            | 1:53,47  | Szűcs Tamás Ferencvárosi TC                                                | 1:53,91  |
| 400 m gyorsúszás Döntő: június 21.       | Szilágyi Zoltán Ferencvárosi TC                                         | 3:58,31  | Szabados Béla Ferencvárosi TC                                              | 4:00,84  | Simon Jácint Ferencvárosi TC                                               | 4:01,19  |
| 1500 m gyorsúszás Döntő: június 25.      | Simon Jácint Ferencvárosi TC                                            | 15:59,05 | Ágh Olivér Sport + SE                                                      | 16:15,52 | Tószegi Márton BVSC                                                        | 16:24,55 |
| 50 m hátúszás Döntő: június 24.          | Horváth Péter Sport + SE                                                | 27,27    | Pető Csaba Bp. Honvéd                                                      | 27,28    | Szentesi Szabolcs Békéscsaba BDSK                                          | 28,01    |
| 100 m hátúszás Döntő: június 22.         | Horváth Péter Sport + SE                                                | 57,37    | Szentesi Szabolcs Békéscsaba BDSK                                          | 57,61    | Bodrogi Viktor Százhalombattai VSE                                         | 58,45    |
| 200 m hátúszás Döntő: június 26.         | Szentesi Szabolcs Békéscsaba BDSK                                       | 2:02,78  | Ágh Olivér Sport + SE                                                      | 2:04,33  | Bodrogi Viktor Százhalombattai VSE                                         | 2:04,40  |
| 50 m mellúszás Döntő: június 25.         | Bessenyei Tamás Szentes Városi UK                                       | 28,87    | Güttler Károly Bp. Spartacus                                               | 28,99    | Rózsa Norbert Sport + SE                                                   | 29,05    |
| 100 m mellúszás Döntő: június 22.        | Rózsa Norbert Sport + SE                                                | 1:03,07  | Güttler Károly Bp. Spartacus                                               | 1:03,24  | Bessenyei Tamás Szentes Városi UK                                          | 1:03,43  |
| 200 m mellúszás Döntő: június 24.        | Rózsa Norbert Sport + SE                                                | 2:16,85  | Bessenyei Tamás Szentes Városi UK                                          | 2:19,50  | Nagy Gergely HÓDTÁV SC                                                     | 2:21,93  |
| 50 m pillangóúszás Döntő: június 22.     | Gáspár Zsolt Ferencvárosi TC                                            | 25,17    | Horváth Péter Sport + SE                                                   | 25,32    | Unghváry Gergely Sport + SE                                                | 26,19    |
| 100 m pillangóúszás Döntő: június 26.    | Gáspár Zsolt Ferencvárosi TC                                            | 54:69    | Horváth Péter Sport + SE                                                   | 55,25    | Zeibig Ádám Sport + SE                                                     | 57,02    |
| 200 m pillangóúszás Döntő: június 24.    | Gáspár Zsolt Ferencvárosi TC                                            | 2:02,52  | Horváth Péter Sport + SE                                                   | 2:02,78  | Kolozár Dávid Bp. Spartacus                                                | 2:03,34  |
| 200 m vegyesúszás Döntő: június 23.      | Czene Attila Sport + SE                                                 | 2:02,88  | Kerékjártó Tamás Miskolci Vízművek SC                                      | 2:03,70  | Batházi István Bp. Spartacus                                               | 2:05,16  |
| 400 m vegyesúszás Döntő: június 27.      | Batházi István Bp. Spartacus                                            | 4:26,24  | Ágh Olivér Sport + SE                                                      | 4:29,14  | Szabó Gergő Dunaferr SE                                                    | 4:33,63  |
| 4 × 100 m gyorsváltó Döntő: június 21.   | Sport + SE Czene Attila Ágh Olivér Horváth Péter Zubor Attila           | 3:27,67  | Ferencvárosi TC Gáspár Zsolt Simon Jácint Szilágyi Zoltán Szabados Béla    | 3:29,92  | Bp. Spartacus Batházi Tamás Kollár Miklós Kiss Gergő László Batházi István | 3:39,47  |
| 4 × 200 m gyorsváltó Döntő: június 26.   | Ferencvárosi TC Szabados Béla Simon Jácint Szilágyi Zoltán Gáspár Zsolt | 7:30,68  | Sport + SE Ágh Olivér Czene Attila Horváth Péter Zubor Attila              | 7:40,25  | Bp. Spartacus Kollár Miklós Kiss Gergő László Batházi Tamás Batházi István | 8:00,55  |
| 4 × 100 m vegyes váltó Döntő: június 27. | Sport + SE Czene Attila Rózsa Norbert Horváth Péter Zubor Attila        | 3:47,59  | Bp. Spartacus Kiss Gergő László Güttler Károly Kolozár Dávid Batházi Tamás | 3:56,38  | Bp. Honvéd Pető Csaba Szántó Dávid Bunda Máté Németh Dániel                | 4:00,73  |

### Nők
| Versenyszám                              | Arany                                                                       | Arany   | Ezüst                                                                       | Ezüst   | Bronz                                                                           | Bronz   |
| ---------------------------------------- | --------------------------------------------------------------------------- | ------- | --------------------------------------------------------------------------- | ------- | ------------------------------------------------------------------------------- | ------- |
| 50 m gyorsúszás Döntő: június 27.        | Nyíry Anna Sport + SE                                                       | 26,52   | Ferenczy Orsolya Bp. Honvéd                                                 | 26,87   | Dabi Katalin Bp. Honvéd                                                         | 27,07   |
| 100 m gyorsúszás Döntő: június 23.       | Risztov Éva HÓDTÁV SC                                                       | 57,66   | Ferenczy Orsolya Bp. Honvéd                                                 | 58,00   | Lakos Gyöngyvér Ferencvárosi TC                                                 | 58,72   |
| 200 m gyorsúszás Döntő: június 26.       | Risztov Éva HÓDTÁV SC                                                       | 2:04,06 | Dudás Katalin Dunaferr SE                                                   | 2:06,46 | Kiss Annamária Dunaferr SE                                                      | 2:07,04 |
| 400 m gyorsúszás Döntő: június 27.       | Risztov Éva HÓDTÁV SC                                                       | 4:17,24 | Dudás Katalin Dunaferr SE                                                   | 4:23,42 | Kiss Annamária Dunaferr SE                                                      | 4:23,72 |
| 800 m gyorsúszás Döntő: június 24.       | Risztov Éva HÓDTÁV SC                                                       | 8:51,69 | Kovács Kornélia Gyulai SE                                                   | 8:52,77 | Dudás Katalin Dunaferr SE                                                       | 9:06,52 |
| 50 m hátúszás Döntő: június 27.          | Nyíry Anna Sport + SE                                                       | 30,57   | Ferenczi Katalin Bp. Honvéd                                                 | 31,11   | Kiss Annamária Dunaferr                                                         | 31,23   |
| 100 m hátúszás Döntő: június 25.         | Kiss Annamária Dunaferr                                                     | 1:04,66 | Ferenczi Katalin Bp. Honvéd                                                 | 1:05,12 | Nyíry Anna Sport + SE                                                           | 1:05,31 |
| 200 m hátúszás Döntő: június 22.         | Kiss Annamária Dunaferr SE                                                  | 2:15,01 | Ferenczi Katalin Bp. Honvéd                                                 | 2:19,12 | Szép Edina Hullám ’91 UE                                                        | 2:21,25 |
| 50 m mellúszás Döntő: június 25.         | Kovács Ágnes Bp. Spartacus                                                  | 32,11   | Sarah Poewe Dél-Afrika                                                      | 32,24   | Kovács Krisztina Bp. Honvéd                                                     | 33,06   |
| 100 m mellúszás Döntő: június 23.        | Sarah Poewe Dél-Afrika                                                      | 1:09,43 | Kovács Ágnes Bp. Spartacus                                                  | 1:09,56 | Kovács Krisztina Bp. Honvéd                                                     | 1:10,83 |
| 200 m mellúszás Döntő: június 26.        | Sarah Poewe Dél-Afrika                                                      | 2:29,70 | Kovács Krisztina Bp. Honvéd                                                 | 2:32,01 | Szántó Szintia Bp. Honvéd                                                       | 2:36,52 |
| 50 m pillangóúszás Döntő: június 22.     | Nyíry Anna Sport + SE                                                       | 27,68   | Ferenczy Orsolya Bp. Honvéd                                                 | 27,89   | Csobánki Zsuzsa Ferencvárosi TC                                                 | 28,94   |
| 100 m pillangóúszás Döntő: június 25.    | Ferenczy Orsolya Bp. Honvéd                                                 | 1:00,37 | Nyíry Anna Sport + SE                                                       | 1:01,36 | Molnár Viktória Dunaferr SE                                                     | 1:03,57 |
| 200 m pillangóúszás Döntő: június 27.    | Risztov Éva HÓDTÁV SC                                                       | 2:14,52 | Csapó Krisztina Sport + SE                                                  | 2:15,40 | Szekeres Erzsébet Bp. Honvéd                                                    | 2:19,69 |
| 200 m vegyesúszás Döntő: június 24.      | Kovács Ágnes Bp. Spartacus                                                  | 2:18,14 | Risztov Éva HÓDTÁV SC                                                       | 2:20,29 | Ekateríni Szarakacáni Görögország                                               | 2:21,76 |
| 400 m vegyesúszás Döntő: június 21.      | Risztov Éva HÓDTÁV SC                                                       | 4:52,75 | Ekateríni Szarakacáni Görögország                                           | 4:55,11 | Kőszegfalvi Edina Szombathelyi VSC                                              | 5:00,76 |
| 4 × 100 m gyors váltó Döntő: június 21.  | Bp. Honvéd Molnár Zsuzsanna Szekeres Erzsébet Dabi Katalin Ferenczy Orsolya | 3:57,59 | DunaferrSE Dudás Katalin Miskovicz Zsuzsa Molnár Viktória Kiss Annamária    | 3:57,88 | Ferencvárosi TC Lakos Gyöngyvér Gazda Annamária Glaser Boglárka Csobánki Zsuzsa | 3:59,75 |
| 4 × 200 m gyors váltó Döntő: június 22.  | Dunaferr SE Dudás Katalin Márfi Ágnes Molnár Viktória Kiss Annamária        | 8:34,75 | Bp. Honvéd Molnár Zsuzsanna Szekeres Erzsébet Dabi Katalin Ferenczi Katalin | 8:39,77 | HÓDTÁV SC Risztov Éva Lukács Lilla Hegedűs Diánna Csernák Annamária             | 8:46,61 |
| 4 × 100 m vegyes váltó Döntő: június 27. | Bp. Honvéd Ferenczi Katalin Kovács Krisztina Ferenczy Orsolya Dabi Katalin  | 4:17,56 | Bp. Spartacus Fülöp Mariann Kovács Ágnes Barsi Klaudia Németh Krisztina     | 4:21,69 | Dunaferr SE Kiss Annamária Dudás Katalin Molnár Viktória Miskovicz Zsuzsa       | 4:31,74 |

## Csúcsok
A bajnokság során az alábbi felnőtt csúcsok születtek:
| Esemény                       | Idő     | Név              | Csapat     | Csúcs            |
| ----------------------------- | ------- | ---------------- | ---------- | ---------------- |
| Férfi 50 méteres hátúszás     | 26,95   | Horváth Péter    | Sport + SE | Országos felnőtt |
| Női 50 méteres pillangóúszás  | 27,80   | Nyíry Anna       | Sport + SE | Országos felnőtt |
| Női 50 méteres pillangóúszás  | 27,68   | Nyíry Anna       | Sport + SE | Országos felnőtt |
| Női 100 méteres pillangóúszás | 1:00,37 | Ferenczy Orsolya | Bp. Honvéd | Országos felnőtt |